# Sant Julià de Cerdanyola (kommun)
Sant Julià de Cerdanyola är en kommun i Spanien.   Den ligger i provinsen Província de Barcelona och regionen Katalonien, i den nordöstra delen av landet, 500 km öster om huvudstaden Madrid. Antalet invånare är 257. Arean är 11,8 kvadratkilometer. Sant Julià de Cerdanyola gränsar till Guardiola de Berguedà, La Pobla de Lillet, Castell de l'Areny och La Nou de Berguedà. 
Terrängen i Sant Julià de Cerdanyola är kuperad.